# Roosevelt County (New Mexico)
Roosevelt County ist ein County im Bundesstaat New Mexico der Vereinigten Staaten. Hier leben 19.846 Menschen. Der Verwaltungssitz (County Seat) ist Portales.

## Geographie
Das County hat eine Fläche von 6358 Quadratkilometern; davon sind 16 Quadratkilometer Wasserfläche. Das County grenzt im Uhrzeigersinn an die Countys: Bailey County (Texas),  Cochran County (Texas), Lea County, Chaves County, De Baca County, Quay County und Curry County.

## Geschichte

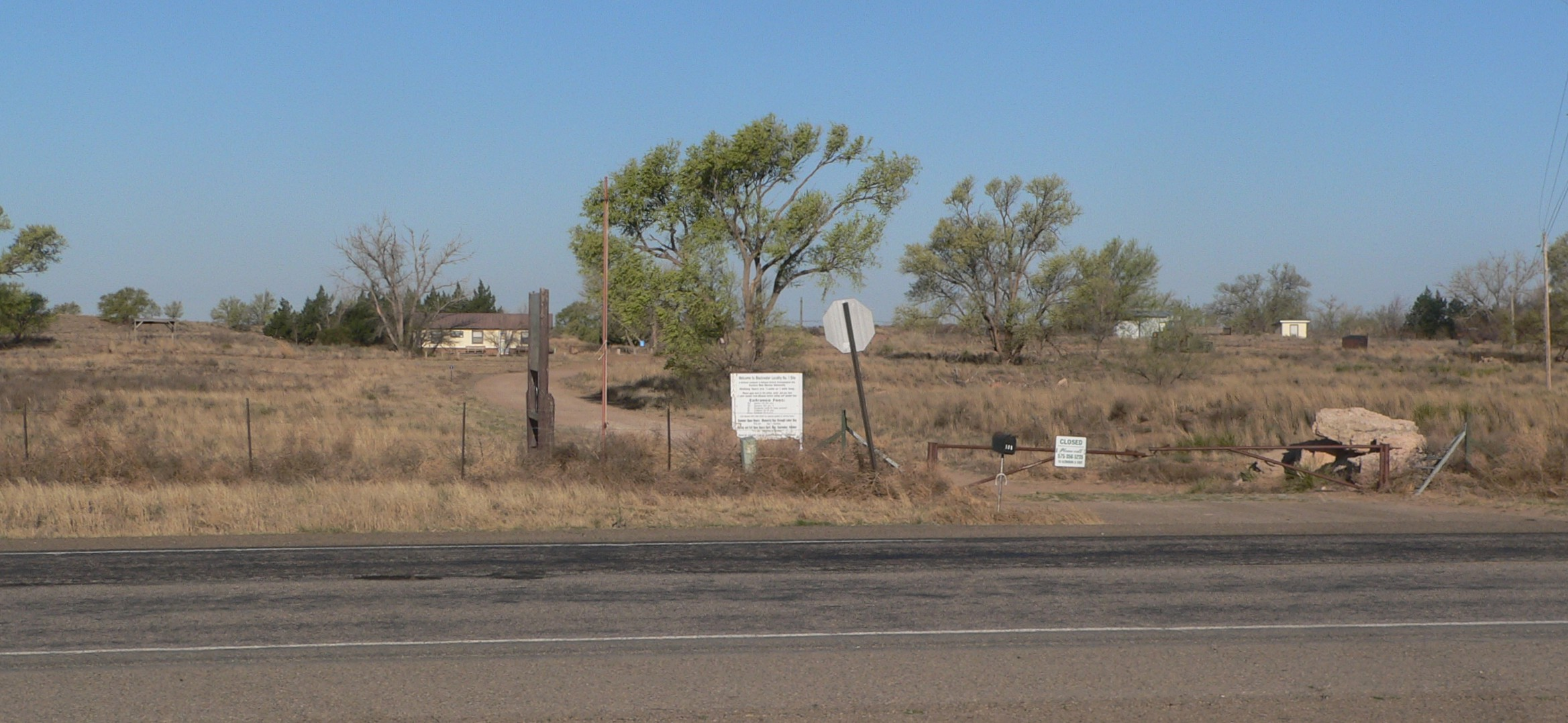
Archäologische Fundstätte an der Blackwater Draw (2016)

Ein Ort hat den Status einer National Historic Landmark, der Blackwater Draw. Sechs Bauwerke und Stätten des Countys sind insgesamt im National Register of Historic Places eingetragen (Stand 17. Februar 2018).

## Demografische Daten

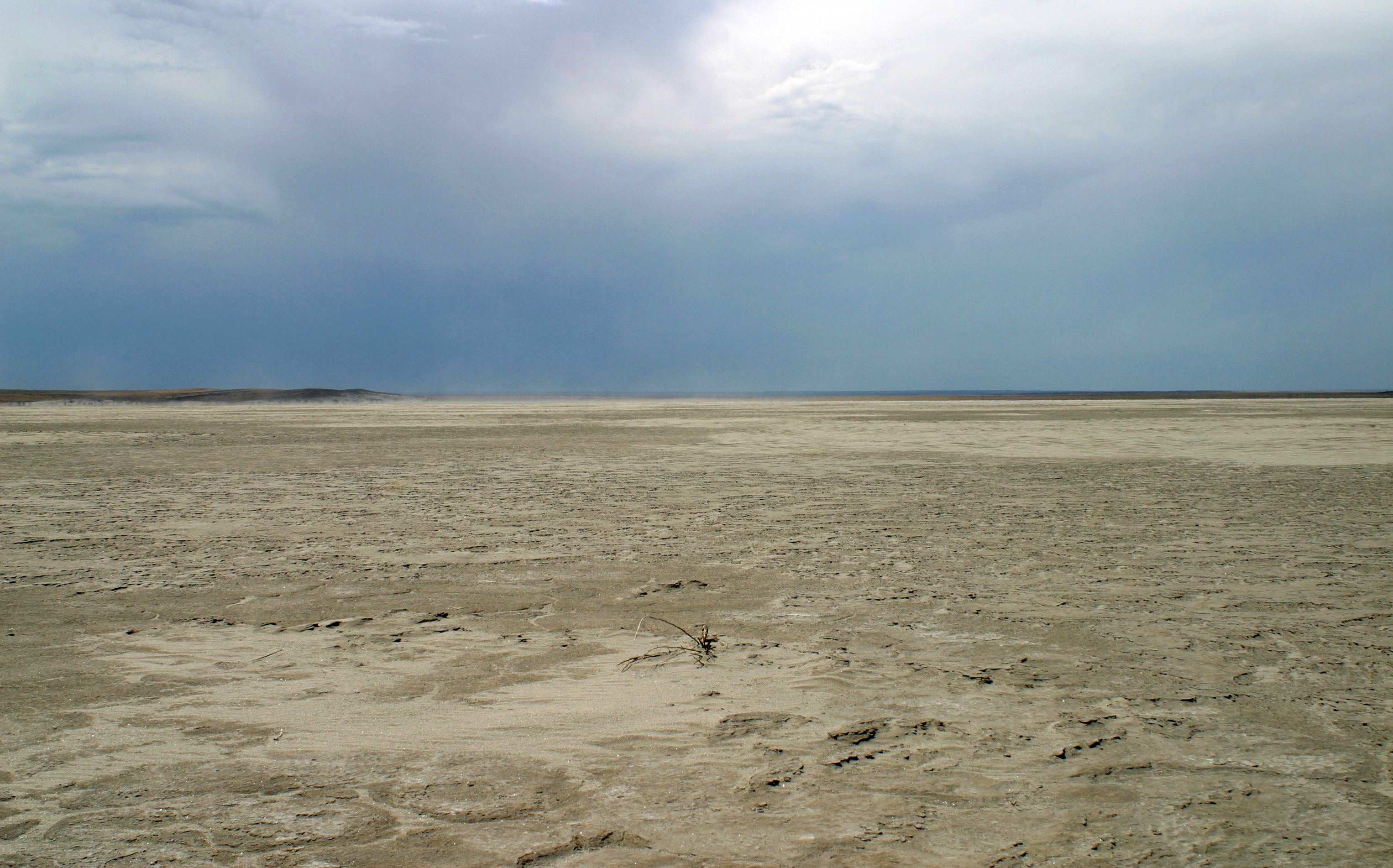
Der Grulla Salt Lake

Nach der Volkszählung im Jahr 2000 lebten im County 18.018 Menschen. Es gab 6.639 Haushalte und 4.541 Familien. Die Bevölkerungsdichte betrug 3 Einwohner pro Quadratkilometer. Ethnisch betrachtet setzte sich die Bevölkerung zusammen aus 74,14 % Weißen, 1,65 % Afroamerikanern, 1,10 % amerikanischen Ureinwohnern, 0,62 % Asiaten, 0,07 % Bewohnern aus dem pazifischen Inselraum und 19,76 % aus anderen ethnischen Gruppen; 2,65 % stammten von zwei oder mehr ethnischen Gruppen ab. 33,29 % der Bevölkerung waren spanischer oder lateinamerikanischer Abstammung.
Von den 6.639 Haushalten hatten 35,50 % Kinder und Jugendliche unter 18 Jahre, die bei ihnen lebten. 53,00 % waren verheiratete, zusammenlebende Paare, 11,70 % waren allein erziehende Mütter. 31,60 % waren keine Familien. 24,70 % waren Singlehaushalte und in 9,10 % lebten Menschen im Alter von 65 Jahren oder darüber. Die Durchschnittshaushaltsgröße betrug 2,60 und die durchschnittliche Familiengröße lag bei 3,14 Personen.
Auf das gesamte County bezogen setzte sich die Bevölkerung zusammen aus 28,10 % Einwohnern unter 18 Jahren, 16,00 % zwischen 18 und 24 Jahren, 25,50 % zwischen 25 und 44 Jahren, 18,30 % zwischen 45 und 64 Jahren und 12,10 % waren 65 Jahre alt oder darüber. Das Durchschnittsalter betrug 30 Jahre. Auf 100 weibliche Personen kamen 96,50 männliche Personen, auf 100 Frauen im Alter ab 18 Jahren kamen statistisch 93,50 Männer.

Das jährliche Durchschnittseinkommen eines Haushalts betrug 26.586 USD, das Durchschnittseinkommen der Familien betrug 31.813 USD. Männer hatten ein Durchschnittseinkommen von 26.170 USD, Frauen 20.684 USD. Das Prokopfeinkommen betrug 14.185 USD. 22,70 % der Bevölkerung und 17,30 % der Familien lebten unterhalb der Armutsgrenze. 25,10 % davon waren unter 18 Jahre und 16,80 % waren 65 Jahre oder älter.

## Orte im Roosevelt County
Im Roosevelt County liegen fünf Gemeinden, davon eine City, eine Town und drei Villages.
| City - Portales | Town - Elida |

Villages
- Causey
- Dora
- Floyd

andere Unincorporated Communities
| - Arch - Bethel - Cameo - Delphos | - Garrison - Inez - Kenna - Kermit | - Lingo - Milnesand - Pep - Richland | - Rogers - Upton - Yerba |

Ghost Towns
- Bluit
- Tolar